# Bolkiah (Brunei)

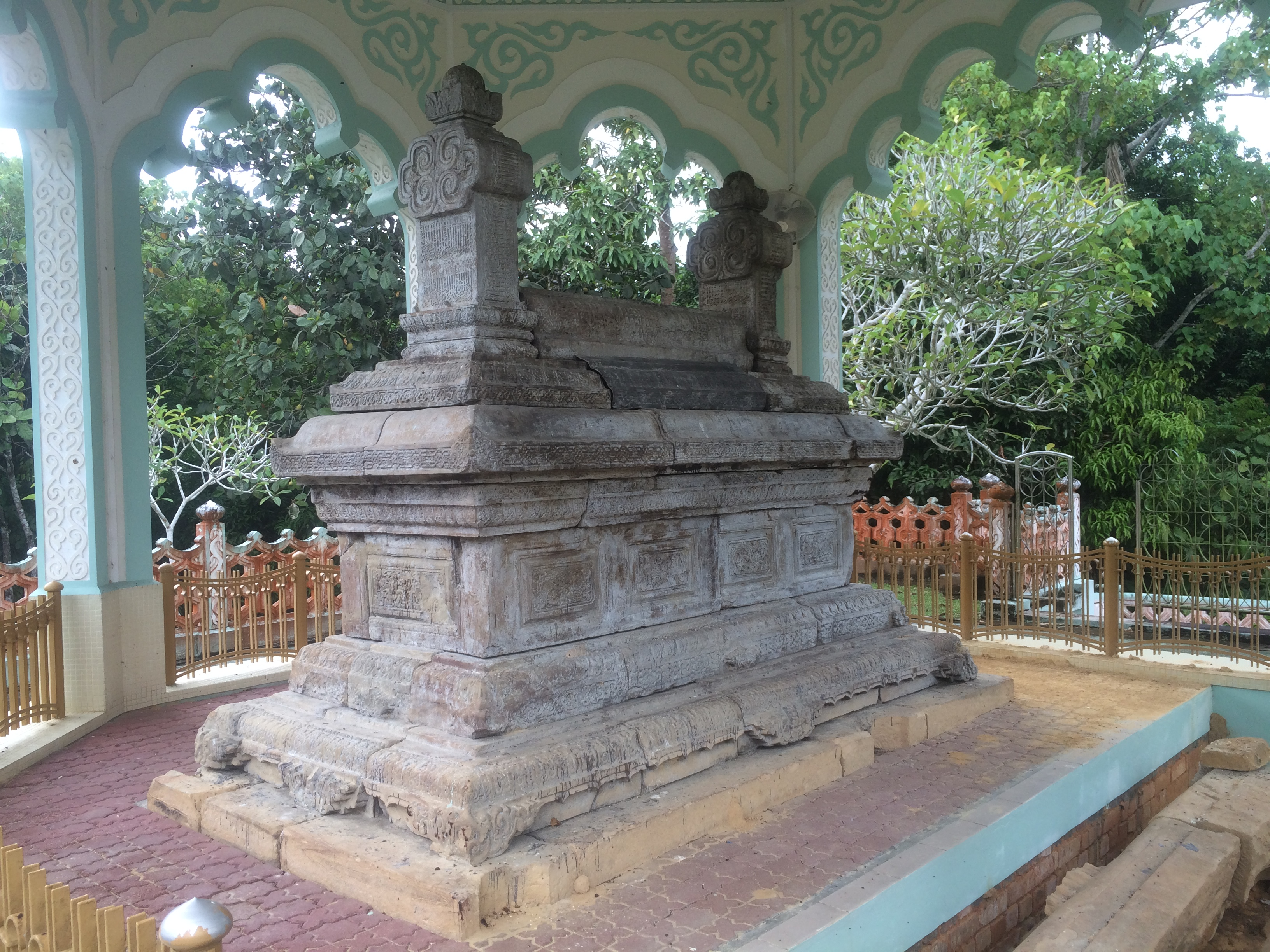
Grabstein

Sultan Bolkiah regierte von 1485 bis 1521 das Sultanat Brunei an der Nordküste von Borneo. Er war der fünfte Sultan von Brunei. Er bestieg den Thron von Brunei nach der Abdankung seines Vaters Sulaiman. Unter Sultan Bolkiah prosperierte Brunei, aber er war mit dem Fortschritt unzufrieden und forderte seine Minister und Berater auf, darüber nachzudenken, wie die Entwicklung des Landes beschleunigt werden könne.
Er reiste häufig außer Landes, um seinen Horizont und sein Wissen zu erweitern: die neuen Ideen, die er mitbrachte, sollten zu ihrer Einführung zum Vorteil des Volkes und des Landes genauestens untersucht werden.
Sultan Bolkiahs Sieg über Sulu und Saludang und seine Heirat mit der Prinzessin Lela Mechanai von Sulu und mit der Tochter von Datu Kemin erweiterten Bruneis Einfluss auf den Philippinen. Dieses beförderte den Wohlstand von Brunei und auch die islamische Mission in der Region. Der Einfluss und die Macht von Brunei erreichten unter der Regentschaft von Sultan Bolkiah ihren Höhepunkt.
Der Nachfolger von Sultan Bolkiah war nach seinem Tode sein Sohn Abdul Kahar.

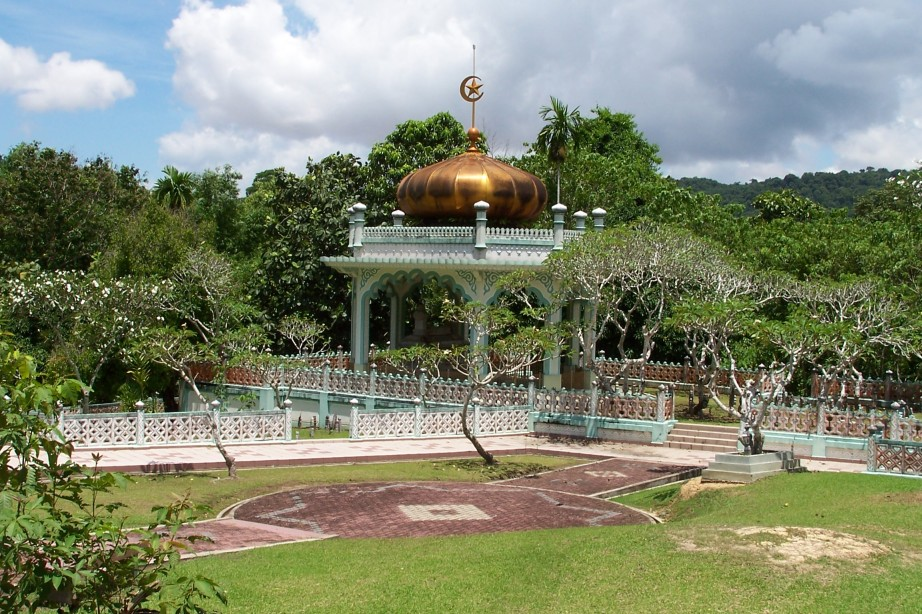
Grabmal von Sultan Bolkiah nahe Kota Batu

## Magellans Weltumsegelung
Bolkiah könnte derjenige Herrscher gewesen sein, den die Restmannschaft der Expedition von Magellan 1521 an der Nordküste Borneos antraf. Der Bericht von Antonio Pigafetta erwähnt einen mächtigen Herrscher auf der Insel Burne, dessen Gäste sie gewesen seien.
Gegenüber dessen Herrschaftsbereich, auf der anderen Seite einer Flussmündung, sei ein anderer, konkurrierender Fürst ansässig gewesen, kein Muslim, jedoch mit vergleichbarer Machtfülle. Dieses Detail und das von Pigafetta mit ca. 40 Jahren beschriebene Lebensalter des Fürsten machen zweifeln, dass die Mannschaft von Sebastiano Elcano, dem Nachfolger Magellans als Expeditionskapitän, diesem Sultan Bolkiah begegnet war; die Machtfülle des Sultans von Brunei war zu jener Zeit auf ganz Borneo und in den westlichen Teilen des philippinischen Inselreiches unangefochten. Womöglich hatte die Expedition der Spanier Kontakt mit einem anderen regionalen Fürsten, der Vasall des Sultans Bolkiah war.